# 南坝镇 (平武县)
南坝镇是中国四川省绵阳市平武县曾經下辖的一个镇，位于該县东南部。总面积297平方公里，人口约2万。南坝镇为古江油关所在。2008年，遭受汶川地震的破坏。
1950年置南坝乡，1958年改公社，1984年复置乡，1992年建镇。境内有叮当泉，马邈夫人墓等景点。
2019年12月，撤销水观乡和南坝镇，设立江油关镇。

## 行政区划
南坝镇撤銷前辖有1个社区，26个行政村，分别为：
南坝社区、古龙村、河家坝村、文家坝村、旧洲村、通江村、冒水头村、黄草湾村、茅湾村、互助村、垭头坪村、檬子树村、建筑村、两河村、清华村、建康村、建全村、新建村、新坪村、洪溪村、兴隆村、建设村、翻身村、党家沟村、金林村、金凤村和苏家河村。